# Kapillarelektrophorese

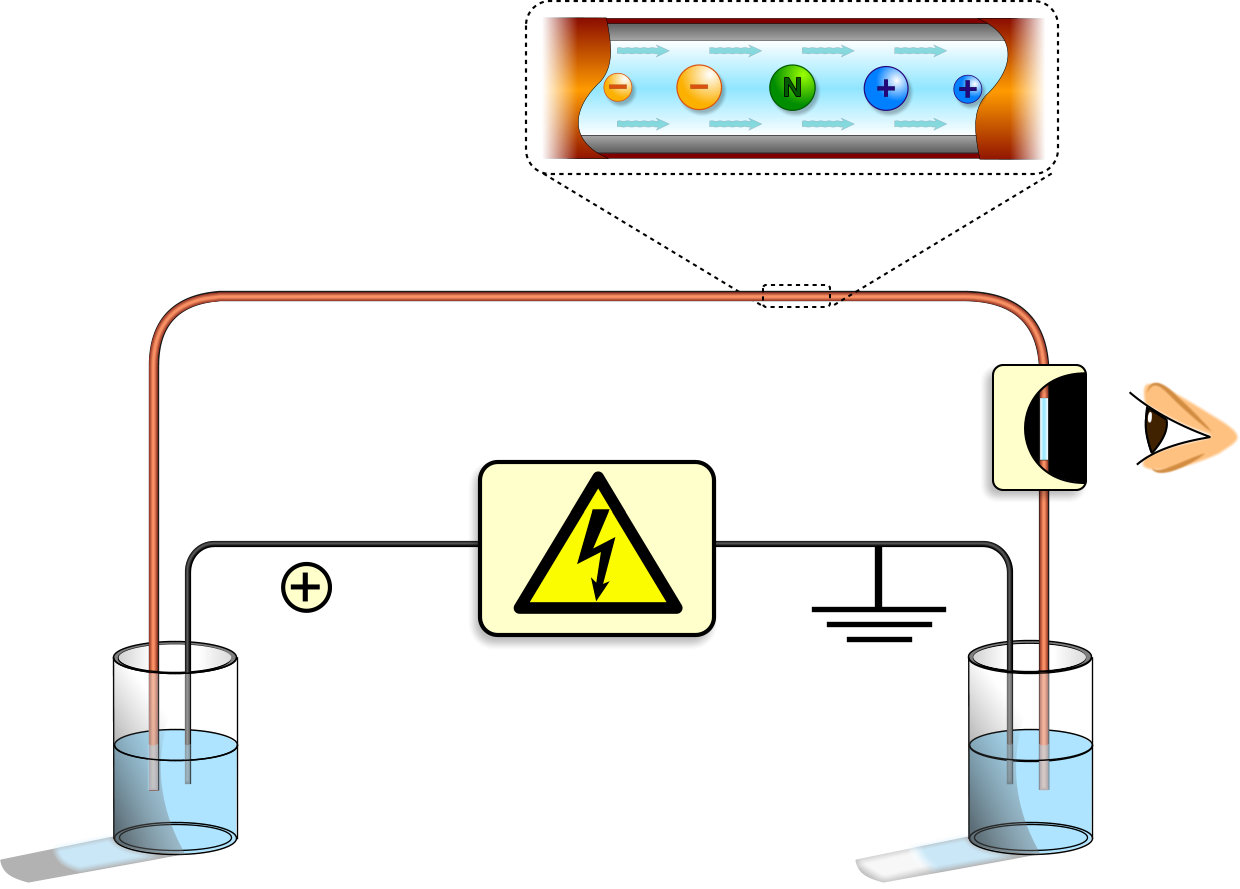
Schematischer Aufbau einer Kapillarelektrophorese-Apparatur

Kapillarelektrophorese (engl. Capillary Electrophoresis, CE) ist eine auf der Elektrophorese beruhende analytische Trennmethode.
Unter Elektrophorese versteht man die Bewegung (Wanderung/Transport) von geladenen Teilchen (Ionen) in einem (meist flüssigen) Medium unter Einfluss eines elektrischen Feldes. Die Wanderungsgeschwindigkeiten verschiedener Ionen hängen von deren Ladung, Form und effektiver Größe sowie von der Lösungsumgebung und von der Stärke des elektrischen Feldes ab. Deshalb kommt es im Zuge einer elektrophoretischen Wanderung zur Trennung verschiedener Ionen. Dies kann präparativ und vor allem analytisch genutzt werden.
Bei der Kapillarelektrophorese findet diese Trennung in einem dünnen Kapillarrohr in einer Elektrolytlösung statt. Die Probenvolumina können im Bereich von nur 10 Nanoliter (0,01 mm³) liegen. Typische Analysezeiten liegen zwischen 2 und 10 Minuten.

## Grundlagen

### Elektrophoretische Mobilität
Die Grundlagen der Elektrophorese werden von der Elektrokinetik beschrieben. Entscheidend für die Wanderungsgeschwindigkeit im elektrischen Feld ist insbesondere die elektrophoretische Mobilität der beweglichen Ladungsträger.

### Elektroosmotischer Fluss
Wichtig für die Kapillarelektrophorese ist der elektroosmotische Fluss (EOF), der die elektrophoretische Wanderung meist überlagert. Seine Stärke hängt vom pH-Wert des Elektrolyten und von der Ladung in der Nähe der Kapillaroberfläche ab. Der elektroosmotische Fluss tritt als Folge des Grenzflächenphänomens zwischen Kapillarinnenwand und der Elektrolytlösung bei Anlegen eines elektrischen Feldes auf.
Anders als bei chromatografischen Verfahren wie der Hochleistungsflüssigkeitschromatographie ergibt sich bei der Kapillarelektrophorese aufgrund des elektroosmotischen Flusses ein sehr flaches Strömungsprofil. Dadurch kommt es nur zu einer geringen Verbreiterung der Banden, verbunden mit einer höheren Schärfe der Peaks.

## Geschichte
Als Erfinder der Elektrophorese wird der schwedische Forscher Arne Tiselius (1902–1971) angesehen. Er hat die Technik als erster analytisch-chemisch genutzt. Für seine Arbeit wurde er 1948 mit dem Nobelpreis für Chemie ausgezeichnet. Bei der von Arne Tiselius eingeführten klassischen Elektrophorese verwendet man Gele oder Papierstreifen, die mit einer Elektrolytlösung getränkt sind. Durch Anlegen eines elektrischen Feldes kommt es zur Auftrennung von geladenen Substanzen, indem Kationen zur Kathode und Anionen zur Anode gezogen werden, Neutralstoffe wandern nicht.
Die klassische Gel- oder Papierelektrophorese hat zwei wesentliche Nachteile. Eine quantitative Auswertung ist nur mit Remissionsmessung möglich, wobei z. B. Proteine erst nach Färbung, und daher stark fehlerbehaftet, untersucht werden können. Um das Austrocknen des Gels bzw. des Papierstreifens zu verhindern, darf keine allzu große Spannung angelegt werden, da die Joul'sche Wärme quadratisch mit der Spannung ansteigt. Niedrige Spannungen führen aber zu sehr langen Analysenzeiten, so dass für eine 10 cm lange Gelstrecke die Analysenzeit mehrere Stunden betragen kann. Um die Detektions- und Kühlprobleme in den Griff zu bekommen, wurde versucht, die elektrophoretische Trennung auf offene Rohre, wie in der Hochleistungsflüssigkeitschromatographie und Gaschromatographie üblich, zu übertragen. Dabei traten jedoch neue Probleme durch Konvektionsströmungen im Elektrolyten auf. Die erste Trennung in einer offenen Glasröhre wurde 1967 von Hjertén beschrieben.

## Entwicklung
Die eigentliche Entwicklung der Kapillarelektrophorese begann mit den Pionierarbeiten von Mikkers, Everearts und Verheggen gegen Ende 1970er Jahre. Dabei wurde der Erfolg durch den Einsatz dünner Kapillaren aus Glas und Teflon mit Innendurchmessern zwischen 200 und 500 µm erzielt. Die heutigen hocheffizienten Trennleistungen der Kapillarelektrophorese konnten aber erst durch die von Jorgenson und Lukacs 1981 benutzten, aus der Gaschromatographie bekannten, fused-silica-Kapillaren mit Innendurchmessern von 50 bis 200 µm erzielt werden. Das günstigere Oberflächen/Volumen-Verhältnis bei den Kapillaren verminderte den störenden Einfluss der thermisch induzierten Konvektion stark und Kapillaren aus Quarz ermöglichten außerdem den Einsatz von Detektoren, wie sie in der Hochleistungsflüssigkeitschromatographie verwendet werden. In den letzten Jahren etablierte sich die Kapillarelektrophorese als nennenswerte Alternative zur Hochleistungsflüssigkeitschromatographie, auch wurden viele Trennprinzipien dieser auf die Kapillarelektrophorese übertragen. Etabliert hat sich die Kapillarelektrophorese in der Analytik vor allem aufgrund der hohen Trenneffizienz, der guten Automatisierbarkeit und der breiten Adaptierbarkeit der Trennbedingungen. In den letzten Jahren hat sich die Kapillarelektrophorese besonders zur Analytik von therapeutischen Proteinen durchgesetzt. Namhafte Firmen betreiben die Qualitätskontrolle von Monoklonalen Antikörpern damit.

## Aufbau einer Apparatur
Eine mit Elektrolyt befüllte Kapillare, welche mit ihren beiden Enden in mit dem Elektrolyten befüllten Gefäßen (vials) taucht, bildet den Hauptbestandteil der Kapillarelektrophorese-Apparatur. Über diese Elektrolytgefäße wird die Hochspannung für den Trennvorgang zugeführt. Bei den meisten Applikationen verwendet man 20–100 cm lange, mit Polyimid beschichtete fused-silica-Kapillaren mit einem Innendurchmesser von 50–250 µm. Die Polyimidbeschichtung ermöglicht eine bessere Handhabung, da die Kapillaren nicht so leicht brechen. Durch eine Hochspannungsquelle kann eine Spannung von bis zu 30 kV angelegt werden. Durch den Einsatz von Quarzkapillaren wird eine UV-Detektion ermöglicht, doch muss vor dem Einsatz der Kapillare in den stark gefärbten Polyimidfilm ein Detektorfenster gekratzt oder gebrannt werden, durch welches hindurch detektiert wird. Neben den UV-Detektoren können Fluoreszenzdetektoren, induktive Leitfähigkeitsdetektoren, elektrochemische oder radioaktive Detektoren eingesetzt werden. Eine Kombination der Kapillarelektrophorese mit Massenspektrometrie (MS) in einem Kapillarelektrophorese-Massenspektrometer gestaltet sich technisch weit schwieriger als bei der Hochleistungsflüssigkeitschromatographie, da aus der Kapillare sehr geringe Flüssigkeitsmengen eluieren. Für eine Kopplung mit der Massenspektrometrie muss der Fluss zumeist mittels eines "Sheath-Liquids" aufgefüllt werden. Trotz der technisch anspruchsvolleren Kopplung ergeben sich durch Kopplung mit Time-of-flight Massenspektrometern weitaus höhere Empfindlichkeiten sowie bessere Möglichkeiten zur Speziation als mit den herkömmlichen Detektoren.
Seit 2023 ist die technische Dokumentation eines Kapillarelektrophorese-Autosamplers als Open-Source-Hardware frei verfügbar und zu Nachnutzung und Weiterentwicklung zugelassen.

## Ablauf einer Analyse
Um die Probe in die Kapillare einzubringen, wird das Elektrolytgefäß am Kapillareinlass gegen ein Probengefäß ausgetauscht. Die Probeninjektion selbst kann auf mehrere Arten erfolgen. Sie kann hydrodynamisch durch das Anlegen von Druck am Kapillareinlass oder durch Anlegen eines Vakuums am Kapillarauslass durchgeführt werden. Das injizierte Probenvolumen wird dann durch die Größe von Druck bzw. Vakuum und durch die Zeit bestimmt.
Auch kann die Probe hydrostatisch aufgebracht werden (Siphoninjektion). In diesem Fall wird das Probengefäß am Einlass um 5–20 cm angehoben bzw. das Gefäß am Kapillarauslass abgesenkt und so durch den Niveau-Unterschied ein hydrostatischer Fluss erzeugt. In diesem Fall wird das injizierte Probenvolumen durch den hydrostatischen Druckunterschied und die Zeit bestimmt. Tatsächlich wird aber nicht das Probenvolumen, das in der Größenordnung von nur ca. 10 nl liegt, bestimmt, vielmehr wird das Verfahren gegen einen unter gleichen Bedingungen injizierten Standard kalibriert.
Eine weitere Möglichkeit ist die elektrokinetische Injektion durch Anlegen einer Spannung. Sie wird vor allem für sehr verdünnte Proben benutzt. Dabei lässt man die Ionen sich im elektrischen Feld am Kapillareneinlass ansammeln. Ferner zieht in diesem Fall der Elektroosmotische Fluss (EOF, siehe unten) ein gewisses Probenvolumen ein.
Nach Aufbringung der Probe wird das Probengefäß wieder durch ein Elektrolytgefäß ersetzt und die Elektrophorese-Spannung angelegt. Diese verursacht eine elektrophoretische Wanderung und Trennung der ionischen Analyten in der Kapillare sowie den Elektroosmotischen Fluss.
Während der Elektroosmotische Fluss den Elektrolyten und die dazwischen gelagerte Probe durch die Kapillare treibt, wandern die Analytionen entsprechend ihrer spezifischen Wanderungsgeschwindigkeit dem Elektroosmotischer Fluss voraus bzw. entgegen und sammeln sich so in spezifischen Zonen. Werden gegen Ende der Kapillare diese Zonen am Detektionsfenster vorbeigetrieben, so nimmt der Detektor sie der Reihe nach als ionenspezifische "Peaks" auf. Diese Detektorreaktionen werden von einem Schreiber oder einem Computer aufgezeichnet und analog wie bei der Hochleistungsflüssigkeitschromatographie nach ihrer relativen Wanderungsgeschwindigkeit identifiziert und nach ihrem Flächeninhalt quantitativ ausgewertet.

## Techniken
In der Kapillarelektrophorese werden verschiedenste Techniken verwendet, eine davon ist die Kapillarzonenelektrophorese (CZE). Die Probenauftragung erfolgt hier als möglichst schmales Band. Nach Anlegen des elektrischen Feldes bewegt sich jede Komponente der Probe abhängig von ihrer Mobilität, so dass sich im Idealfall reine Zonen mit nur einer Komponente ausbilden. Es erfolgt eine Auftrennung aufgrund der Ladung und der Mobilität. Neutrale Moleküle werden zwar durch den elektroosmotischen Fluss zur Kathode gezogen, aber nicht aufgetrennt.
Durch Einführung der mizellarelektrokinetischen Chromatographie (MEKC) konnten auch neutrale Moleküle aufgetrennt werden. Im Falle der MEKC werden Mizellen durch den Zusatz von Detergentien wie Natriumdodecylsulfat (SDS) zum Elektrolyten gebildet. Dadurch erfolgt die Auftrennung der neutralen Moleküle entsprechend ihrer Verteilung zwischen den Mizellen.
Weiter wurden Verfahren wie die Kapillargelelektrophorese (CGE) und die isoelektrische Fokussierung (CIEF) entwickelt. In der Kapillargelelektrophorese ist die Kapillare mit einem polymeren Gel, z. B. Polyacrylamid, befüllt. Damit nutzt man zusätzlich Molekularsiebeffekte zur Verbesserung der Trennung.
Bei der isoelektrischen Fokussierung werden amphotere Probenbestandteile entlang eines pH-Gradienten getrennt. Es kommt zu einer Trennung, da beispielsweise Aminosäuren als amphotere Verbindungen nur solange wandern, bis ihr isoelektrischer Punkt erreicht ist, sie also nach außen hin neutral sind.
Eine weitere Anwendungsmöglichkeit ist die Isotachophorese (ITP). Dabei wird ein diskontinuierliches Puffersystem aus Leit- und Endelektrolyt verwendet. Da sich die Mobilitäten von Leitelektrolyt (höchste Mobilität) und Endelektrolyt (niedrigste Mobilität) unterscheiden, bildet sich bei Anlegen eines konstanten Stroms unter Einhaltung des Ohm'schen Gesetzes ein Potenzialgradient aus.